# Bien et mal (philosophie)

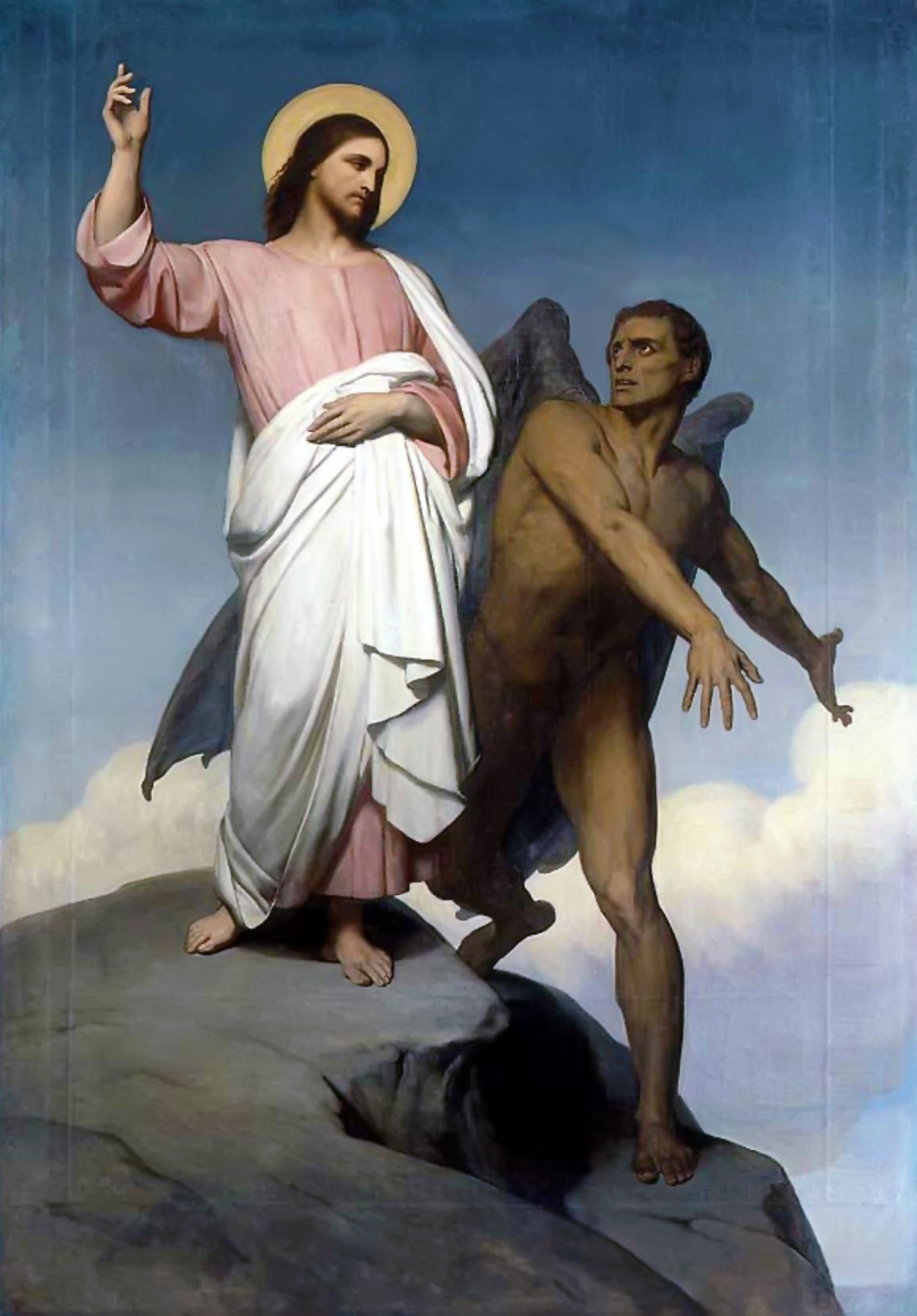
Ary Scheffer, 1854.

Dans les domaines religieux, éthique, philosophique et psychologique, « le bien et le mal » est un couple de concepts courant. 
Dans les cultures d'inspiration manichéenne ou abrahamique, le mal est généralement considéré comme l’opposé du bien, dans lequel le bien devrait prévaloir et le mal aurait vocation à être vaincu. Dans les cultures d'inspiration bouddhiste, le bien et le mal sont perçus comme une dualité antagoniste qui doit elle-même être surmontée en réalisant Śūnyatā, c'est-à-dire la reconnaissance du bien et du mal en tant que principes opposés mais  complémentaires.
Le mal est souvent assimilé à l'immoralité. Dans certains contextes religieux, le mal a été conçu comme une force surnaturelle.  Les définitions du mal varient, tout comme l’analyse de ses motifs. Cependant, les éléments qui sont communément associés au mal impliquent un comportement déséquilibré au travers de l’opportunisme, l’égoïsme, l’ignorance ou la négligence.
Les questions philosophiques modernes concernant le bien et le mal sont divisées en trois domaines : la méta-éthique concernant la nature du bien et du mal, l’éthique normative concernant la façon dont nous devrions nous comporter et l’éthique appliquée concernant des questions morales particulières. 

## Étymologie
Le mot bien vient du latin bene, tandis que le mot mal vient du latin malum.